# Carsten Reinemann
Carsten Reinemann (* 1971 in Köln) ist ein deutscher Kommunikationswissenschaftler.

## Leben
Reinemann studierte ab 1991 Publizistik, Politologie und Psychologie an der Johannes Gutenberg-Universität Mainz, von 1994 bis 1996 als Stipendiat der Friedrich-Ebert-Stiftung. Nach seinem Magister 1997 erhielt er eine Stelle als wissenschaftlicher Mitarbeiter bzw. Assistent bei Jürgen Wilke am Mainzer Institut für Publizistik. 2002 wurde er zum Dr. phil. promoviert und 2007 habilitierte er sich im Fach Publizistikwissenschaft.
Seit 2007 ist er Professor für Kommunikationswissenschaft mit dem Schwerpunkt Politische Kommunikation an der Ludwig-Maximilians-Universität München. 

## Schriften (Auswahl)
- Mit Jürgen Wilke: Kanzlerkandidaten in der Wahlkampfberichterstattung. Eine vergleichende Studie zu den Bundestagswahlen 1949–1998 (= Medien in Geschichte und Gegenwart, Bd. 15). Böhlau, Köln u. a. 2000, ISBN 3-412-09599-0.
- Mit Marcus Maurer: Schröder gegen Stoiber. Nutzung, Wahrnehmung und Wirkung der TV-Duelle. Westdeutscher Verlag, Wiesbaden 2003, ISBN 3-531-14019-1.
- Medienmacher als Mediennutzer. Kommunikations- und Einflussstrukturen im politischen Journalismus der Gegenwart (= Medien in Geschichte und Gegenwart, Bd. 19). Böhlau, Köln u. a. 2003, ISBN 3-412-06203-0.
- Mit Marcus Maurer: Medieninhalte. Eine Einführung (= Studienbücher zur Kommunikations- und Medienwissenschaft Lehrbuch). VS Verlag für Sozialwissenschaften, Wiesbaden 2006, ISBN 3-531-14008-6.
- (Hrsg. mit Rudolf Stöber): Wer die Vergangenheit kennt, hat eine Zukunft. Festschrift für Jürgen Wilke. von Halem, Köln 2010, ISBN 978-3-938258-93-4.
- Mit Marcus Maurer, Thomas Zerback, Olaf Jandura: Die Spätentscheider. Medieneinflüsse auf kurzfristige Wahlentscheidungen. Springer VS, Wiesbaden 2013, ISBN 978-3-658-02655-4.